# Jim Risch
James Elroy "Jim" Risch (Milwaukee, 3 de maio de 1943) é um político estadunidense, atualmente servindo como senador pelo estado de Idaho, desde 2009, do qual também foi governador de 26 de maio de 2006 até 1 de janeiro de 2007. É membro do Partido Republicano. Risch foi vice-governador do Idaho por duas vezes: entre 2003 a 2006 e de 2007 a 2009, e senador estadual entre 1975 a 1988, e 1995 a 2002.
Risch nasceu em Milwaukee no estado de Wisconsin, entrou na política em 1970, aos 27 anos, ganhando a eleição de procurador geral do Condado de Ada, tempos depois foi presidente da Associação de Procuradores do Ministério Público de Idaho.
Risch foi eleito pela primeira vez em 1974, ganhando a eleição de senador estadual pelo Condado de Ada. Foi líder da maioria e presidente pro tempore do Senado, porém em 1988 quando Risch concorreu a reeleição foi derrotado pelo novato democrata Michael Burkett. A segunda derrota política de sua carreira foi em 1994, quando perdeu a eleição primária para senador estadual do Condado de Ada, mas em 1995 voltou ao senado sendo nomeado pelo governador Phil Batt.
Em maio de 2006, tornou-se governador de Idaho, quando Kempthorne renunciou ao cargo, sendo que seu mandato acabou em janeiro de 2007.
Em 31 de agosto de 2007, a Associated Press relatou que Risch poderia ser nomeado senador dos Estados Unidos pelo governador Butch Otter para suceder Larry Craig. Em 9 de outubro, Risch anunciou que se candidataria ao senado. Em 4 de novembro de 2008, Risch foi eleito para o senado com 57,7% dos votos.
Risch renunciou ao cargo de vice-governador para tomar posse como senador em 3 de janeiro de 2009; como seu sucessor o governador Butch Otter nomeou o senador estadual Brad Little.